# Mariano Arista
Mariano Arista, właśc. José Mariano Martín Buenaventura Ignacio Nepomuceno García de Arista Nuez (ur. 26 lipca 1802 w San Luis Potosí, zm. 7 sierpnia 1855 na pokładzie angielskiego statku Tagus) – meksykański wojskowy i polityk, weteran wojenny, prezydent Meksyku w latach 1851–1853.

## Życiorys
Mariano Arista urodził się 26 lipca 1802 roku w San Luis Potosí. W 1817 roku wstąpił do wojska i służył jako kadet w Pueblu.
W 1821 roku wsparł Augusytna de Iturbide (1783–1824) i został kapitanem Armii Trzech Gwarancji (hiszp. Ejército Trigarante), gdzie dosłużył się stopnia generała brygady. Wygnany w 1833 roku przez Antonio Lópeza de Santa Anna (1794–1876), powrócił do kraju w 1836 roku i został mianowany członkiem Najwyższego Sądu Wojennego.
Podczas wojny ze Stanami Zjednoczonymi (1846–1848) dowodził Armią Północ.
W rządzie prezydenta Joségo Joaquín’a de Herrery (1792–1854) zajmował stanowisko sekretarza Wojny i Marynarki. Bezskutecznie walczył z korupcją w armii i ministerstwie skarbu.
15 stycznia 1851 roku objął stanowisko prezydenta Meksyku. Meksyk znajdował się wówczas w głębokim kryzysie gospodarczym a państwo na skraju bankructwa. Arista próbował ożywić rolnictwo i górnictwo, angażował się na rzecz rozwoju przemysłu. Zbudował pierwszą linię telegraficzną na terenie Meksyku, ze stolicy do portu Veracruz, oraz wydał licencje na budowę linii kolejowej na tym odcinku. Bronił systemu federalnego oraz państwa prawa.
Tragiczna sytuacja ekonomiczna wywołała rewoltę, której zamiarem było wyniesienie Santa Anny do władzy. Arista, pozbawiony środków finansowych do walki, podał się do dymisji a władzę objął prezes Sądu Najwyższego. Arista wyjechał z Meksyku i osiadł w Sewilli.
Zmarł 7 sierpnia 1855 roku na pokładzie angielskiego statku Tagus podczas podróży z Lizbony do Francji.